# Bitka za Midway
Bitka za Midway je pomorska bitka koja se odigrala u lipnju 1942. godine između Japana i SAD-a i smatra se bitkom-prekretnicom na Tihom oceanu u drugom svjetskom ratu. Nakon bitke u Koraljnom moru (koja se dogodila mjesec dana ranije), druga je pomorska bitka u povijesti koju su vodili gotovo isključivo nosači zrakoplova.

## Uvod
Japanska ofenziva u Pacifiku koja je počela nakon napada na Pearl Harbor u prosincu 1941. godine, bila je usmjerena protiv britanskih, nizozemskih i američkih kolonijalnih teritorija.
Strategija Japana bila je zauzeti velike prostore od Kine do Havajskog otočja i zatim se postaviti u defenzivnu strategiju, dok Saveznicima ne bi ponestalo volje za ratom. Do lipnja 1942. godine, Japan je zauzeo gotovo sve planirane teritorije, osim Port Moresbeya na Novoj Gvineji što su Amerikanci spriječili bitkom u Koraljnom moru.

## Midway
Za svoj sljedeći cilj japanske pomorsko-zračne snage odredile su otočje Midway. Japanci su pretpostavljali da su bombarderi B-25 (koji su bombardirali Tokio u travnju 1942.) možda došli upravo s tog otočja (zapravo su uzletjeli s nosača zrakoplova), ali je važniji dio plana bio privući američke nosače (koji su im izmakli u Pearl Harboru) te ih uništiti.
Kako bi svoj plan proveli što uspješnije, odlučeno je da se flota podijeli u nekoliko skupina. Sjeverna skupina imala je za zadatak napasti otočje Aleute blizu Aljaske i time odvući najveći dio američkih pomorskih snaga. Ta skupina je u svom sastavu imala manje nosače aviona te je kao dodatni zadatak imala zauzimanje nekih aleutskih otoka. Glavne snage bile su usmjerene prema Midawayu. Glavna udarna snaga bili su četiri velika nosača aviona (Akagi, Hiryu, Kaga i Soryu) kojima je zapovijedao Nagumo. Uz to jedna skupina se sastojala od transportnog brodovlja koja je prevozila vojnike koji su trebali zauzeti otok. Iza tih skupina plovila je još jedna u čijem sastavu je bio najveći bojni brod na svijetu Yamato na kojem je bio glavni japanski stožer s Yamamotom na čelu. Cijelu akciju trebala je pratiti "radijska šutnja" kako Amerikanci ne bi doznali prave namjere Japanaca.
Amerikanci su, međutim, bili dobro obaviješteni o namjerama svojih neprijatelja jer su uspjeli dekodirati japanske šifre tipa D (JN-25 po američkoj nomenklaturi) i tako doznati da glavne japanske snage idu prema Midwayu. Amerikanci su zato onamo usmjerili svoju ratnu flotu kojom su zapovijedali admirali Fletcher i Spruance. Glavna snaga tog flotnog sastava bila su tri nosača zrakoplova – USS Enterprise, USS Hornet i USS Yorktown. Amerikanci su mogli računati i na ratne zračne luke na samom Midwayu pa su tako praktički glavne udarne sposobnosti između protivnika bile izjednačene. Plan te flote bio je čekati na daljnoj strani Midwaya, dok se japanske snage ne pokažu i tada udariti svom zračnom snagom na vitalne nosače zrakoplova.

## Bitka

### Američki napad
4. lipnja 1942. Japanci su zračnim udarima uspjeli teško oštetiti zrakoplovne baze na Midwayu. Međutim, to je bio znak koji je trebao Amerikancima i oni su na japanske nosače poslali koordinirani napad sastavljen od lovaca, torpednih zrakoplova i bombardera za obrušavanje. 
Slaba koordinacija, kao i problemi s navigacijom dijelom još prilično neiskusnih američkih posada dovela je do raspada organizacije američkog zračnog udara. Neke jedinice nisu ni pronašle neprijatelja te su se vratile neobavljenog posla. Slučaj je htio da su japanske nosače prve pronašle najranjiviji i najsporiji torpedni zrakoplovi. Leteći na tada već sporim i zastarjelim avionima TBD Devastator, postali su lak plijen japanskih lovaca Zero A6M2, koji su uspješno odbili napad i uništili gotovo sve torpedne zrakoplove.
Nagumo je shvatio da su američki nosači blizu Midwaya pa je naredio da njegovi zrakoplovi umjesto bombama u drugom udarnom valu naoružaju torpedima. To se pokazalo fatalnom pogreškom, jer dok su Japanci na palubi opremali zrakoplove torpedima, bombama, streljivom i punili ih gorivom, njihovim nosačima približili su se bombarderi za obrušavanje. Japanci tada nisu posjedovali radar na brodovima, pa nisu bili upozoreni na taj napad.
Neometani od japanskih lovaca američki bombarderi obrušili su se i bombama pogodili tri japanska nosača (Akagi, Kaga i Soryu) čije su palube bile nakrcane zrakoplovima, torpedima, bombama i gorivom. Uslijedio je niz eksplozija na nosačima, koji su tako pretrpjeli teška oštećenja. Hiryu nije pogođen jer je bio udaljen od ostalih triju nosača.

### Japanski protuudar
Kontraadmiral Yamaguchi, koji se nalazio na jedinom preostalom japanskom nosaču, odlučio se za protuudar protiv američkih nosača. Slijedeći američke zrakoplove koji su se vraćali na svoje nosače, japanski piloti uspjeli su pronaći i probiti se do nosača Yorktown i u dva vala napada teško su ga oštetili. Nakon dugih borbi s oštećenjima i napuštanja broda, činilo se da će se Yorktown ipak moći spasiti. Međutim, u zoru 7. lipnja neopaženo se privukla japanska podmornica I-168 te ga dokrajčila torpedima, potopivši pritom i razarač Hammann.

### Završna faza i zaključak
Amerikanci su ubrzo lansirali drugi val napada te su bombarderi za obrušavanje pronašli Hiryu i zasuli ga bombama. Time je uništen i posljednji japanski veliki flotni nosač kod Midwaya te se japanska flota neočekivano našla bez zračne zaštite.
Ipak, bitka još nije bila gotova. Pod pretpostavkom da će nakon uspješnih zračnih napada tijekom noći 4. lipnja američka flota krenuti u progon, Japanci su s preostalim snagama zaplovili u susret, nadajući se da će pod okriljem noći iznenaditi Amerikance, bojnim brodovima u noćnoj borbi lako potopiti američke nosače zrakoplova, čime bi američka prevlast u zraku bila eliminirana te bi se invazija mogla nastaviti.
Međutim, suprotno očekivanjima i predosjećajući japanske namjere, admiral Spruance povukao se s nosačima Enterprise i Hornet nakon što je uništio Hyriu te se vratio na početni položaj s kojeg je mogao braniti Midway od napada. Japanska flota bila je puno bolje uvježbana za noćne borbe i u takvoj situaciji Amerikanci ne bi imali nikakve šanse.
Admiral Yamamoto našao se tada u dvojbi, nastaviti bitku i sljedećeg dana ipak pokušati invaziju na Midway ili prekinuti bitku. Odlučio se za povlačenje jer je ocijenio da invazijske snage bez zračne podrške ne bi imale šanse. Osim toga, glavni japanski cilj bilo je uništenje američkih nosača i Pacifičke flote, a to im gubitkom vlastitih nosača te američkim izbjegavanjem noćne borbe nije uspjelo. Pod dojmom teških gubitaka, Yamamoto je naredio prvo japansko povlačenje u ratu i time je bitka 7. lipnja završena.

## Posljedice
| Japanski gubici    | Američki gubici    |
| ------------------ | ------------------ |
| nosač Akagi        | nosač Yorktown     |
| nosač Kaga         | razarač Hamman     |
| nosač Hiryū        | -                  |
| nosač Sōryū        | -                  |
| krstarica Mikuma   | -                  |
| oko 250 zrakoplova | oko 150 zrakoplova |
| 3,100 poginulih    | 307 poginulih      |

Bitka je završila uvjerljivom pobjedom američkih snaga, ne samo zbog sprečavanja japanskog plana osvajanja otoka Midway i uništenja američke flote, nego i zbog teških gubitaka od kojih se Japanci više nisu oporavili. Japanci su izgubili četiri velika nosača zrakoplova, s velikim brojem elitnih pilota, od kojih je velik dio sudjelovao u napadu na Pearl Harbor. Velik gubitak bila je i pogibija kontraadmirala Tamona Yamaguchija koji je odlučio potonuti zajedno s nosačem Hyriu, a bio je smatran za jednog od najsposobnijih japanskih admirala.
Bitka za Midway bila je posljednja ofanzivna akcija japanske flote u Drugom svjetskom ratu, nakon čega su inicijativu preuzeli Amerikanci. U tom smislu, bitka za Midway je prava prekretnica rata na Pacifiku. Američki gubici bili su nosač zrakoplova Yorktown, jedan razarač te oko 150 pilota. Iako ni ti gubici nisu zanemarivi (nakon bitke, Amerikanci su imali još samo tri preostala nosača na Pacifiku), američka ratna industrija tek je hvatala zamah te je u idućim godinama taj gubitak mnogostruko nadoknađen. Osim toga, Amerikanci su mnogo lakše i brže nadoknadili izgubljene posade. Japan nije imao takvih mogućnosti, niti u ratnoj industriji, a ni u obuci posada u kratkom vremenu, tako da su time njihovi gubici još veći.
Analizom bitke kod Midwaya, mogu se ustanoviti sljedeći uzroci japanskog poraza:
- Samu bitka Japanci su loše planirali; naime, postoja su dva cilja, osvajanje Midwaya i uništenje američke flote, što je kod admirala Naguma stvorilo određenu konfuziju glede izbora cilja te je američki napad uslijedio u najgorem mogućem trenutku.
- Isto tako, Japanci su previše razvukli svoje snage diverzijom na Aleutskim otocima, umjesto da ih sve koncentriraju kod Midwaya. Time su se nadali da će odvući američku flotu prema sjeveru, presjeći im put i dočekati ih na povratku. Diverzija je bila potpuno promašena jer su Amerikanci probijanjem japanskih šifara već znali za japanski plan.
- Nakon bitke u Koraljnom moru, u kojoj su sudjelovali također elitni nosači Shokaku i Zuikaku, nonšalatno su se odrekli tih nosača, zbog manjih oštećenja na nosaču Shokaku te zbog gubitaka pilota na nosaču Zuikaku. Da je makar jedan od tih nosača sudjelovao u bici kod Midwaya, eventualno uz aleutske snage, Japanci bi imali ogromnu premoć u snagama te čak ni postignuto iznenađenje Amerikanaca ne bi odlučilo bitku.
- Već tada je do izražaja počela dolaziti američka premoć u vojnoj tehnologiji: u prvom redu razbijanje japanske šifre, ali i korištenje radara, u velikoj je mjeri  usmjerilo bitku. Japanci su taj aspekt ratovanja odviše zanemarili.

S druge strane, američke su zasluge:
- Zapovjednik američke Pacifičke flote admiral Nimitz na pravi je način iskoristio podatke obavještajne službe te tako predosjetio japanske planove i postigao potpuno iznenađenje.
- Za razliku od Japanaca, Amerikanci su sve svoje snage koncentrirali na jednom mjestu. Nosač Yorktown, prethodno teško oštećen u u Koraljnom moru, osposobljen je za samo tri dana te opremljen rezervnim posadama s drugih nosača.
- Vjerojatno najveća zasluga pripada američkim posadama zrakoplova, pogotovo posadama torpednih zrakoplova, koji su gotovo samoubilački krenuli u napad na japanske nosače. Nisu postigli nijedan pogodak, a od 41 zrakoplova, 37 ih nije preživjelo. Međutim, u presudnom trenutku odvukli su japanske ophodne avione, i tako omogućili razoran napad bombardera za obrušavanje.
- Igrom slučaja, umjesto dotadašnjeg agresivnog viceadmirala Halseya (koji je bio spriječen zbog bolesti), američke nosače vodio je proračunati kontraadmiral Spruance. Upravo je Spruanceova najveća zasluga da američka flota nije pala u zasjedu u noći 4./5. lipnja, čime bi Japanci poraz pretvorili u pobjedu. Velika većina povjesničara smatra da je ključ američke pobjede u tome što je flotu umjesto Halseya vodio Spruance.

Bitkom za Midway završilo je razdoblje velikih japanskih prodora, no rat se nastavio nesmiljenom žestinom.